# François Burckard
Pour les articles homonymes, voir Burckard.
François Burckard, né le 29 février 1928 à Mulhouse et mort le 24 janvier 2017 à Rouen, est un archiviste et historien français.

## Biographie
Né le 29 février 1928 à Mulhouse, dans le Haut-Rhin, François Burckard est archiviste paléographe (promotion 1951).
Il est directeur des archives départementales de la Drôme (1951-1964), puis de celles de la Seine-Maritime (1964-1988). Il est admis à l'honorariat en 1988.
Membre de l'Académie des sciences, belles-lettres et arts de Rouen, il la préside en 1974. Il est vice-président de la Commission départementale des Antiquités de la Seine-Maritime de 1975 à 1997.
Il meurt à Rouen le 24 janvier 2017.

## Distinctions
- Chevalier de la Légion d'honneur (1980)
- Officier de l'ordre national du Mérite (1984)
- Officier de l'ordre des Arts et des Lettres (1971)[3]

## Ouvrages
- Étude sur les associations régionales et départementales d'animation culturelle, Rouen, Association pour l'action culturelle en Haute-Normandie, 1976 (BNF 34583729).
- Les Institutions rouennaises à la fin de l'Ancien Régime, Rouen, Lecerf, 1981, 39 + 4 (SUDOC 071718761).
- Pascal et le jansénisme à Rouen, Rouen, Amis des monuments rouennais, 1993, 40 p. (BNF 35717195).
- Le conseil souverain d'Alsace au XVIIIe siècle : représentant du roi et défenseur de la province, Strasbourg, Société savante d'Alsace, coll. « Recherches et documents » (no 53), 1995, V + 462 (ISBN 2-904920-12-9, BNF 37619485).

### Éditions
- Avec Claude Bouhier, Répertoire des archives de l'Académie des sciences, belles-lettres et arts de Rouen : 1744-1990, Rouen, Académie des sciences, belles-lettres et arts de Rouen, 1994, 91 p. (ISBN 2-86743-218-9, BNF 37199286).
- Avec Jean-Pierre Chaline et Vivienne Miguet, Guillaume le Conquérant : images et chroniques, Rouen, Société de l'histoire de Normandie, 1998, 72 p. (ISBN 2-85351-002-6, BNF 37631251).